# Dušan Liba
Dušan Liba (* 4. prosince 1956 Teriakovce) je bývalý československý fotbalista, obránce. Jeho bratrem je bývalý hokejista Igor Liba.

## Fotbalová kariéra
Ligu hrál za Plastiku Nitra (1980–1984) a za DAC Dunajská Streda (1985–1989). V lize nastoupil ke 206 utkáním a dal 14 gólů. V evropských pohárech nastoupil v Poháru vítězů pohárů ve 4 utkáních a v Poháru UEFA odehrál 4 utkání a dal 1 gól. Po skončení aktivní kariéry působí jako trenér mj. v DAC Dunajská Streda (2005), Spartaku Vráble (2006–2009), MFK Topvar Topoľčany (2009–2010) a FK Slovan Duslo Šaľa (2011–2012).